# الزيني بركات (مسلسل)
هو مسلسل مصري تاريخي عن رواية بنفس الاسم لجمال الغيطاني من إخراج يحيى العلمي وبطولة أحمد بدير ونبيل الحلفاوي.

## قصة المسلسل
خلال فترة اضمحلال دولة المماليك مع صعود الدولة العثمانية في الأفق، كان الشعب يعاني من سطوة السلطان، وصراع الأمراء، واحتكار التجار، ونفوذ البصاصين، يتم تعيين (الزيني بركات بن موسى) ليتولى أمور الحسبة في مدينة (القاهرة) خلفًا لـ (علي بن أبي الجود)، ومع تصاعد الآمال الكبرى حول (الزيني بركات) في تغيير الأمور للأفضل، يتضح أن كل شيء ليس كما يبدو.

## شخصيات المسلسل
| - أحمد بدير: الزيني بركات بن موسى - نبيل الحلفاوي: زكريا بن راضي - سحر رامي: وسيلة - عبد الرحمن أبو زهرة: الشيخ ريحان - حنان ترك: سماح - تهاني راشد: شواهي - سوسن بدر: زينب زوجة زكريا - سميرة محسن: عالية - ناهد رشدي: فاطمة - رشوان توفيق: الشيخ أبو السعود الجارحي طلبة الأزهر - وجدي العربي: سعيد الجهيني - عبد الله محمود: عمرو بن العدوي - فتوح أحمد: إسماعيل - أحمد خميس: شيخ الأزهر | البصاصون - فاروق فلوكس: مبروك - سيد عزمي: مرسي - عاطف طنطاوي: الشهاب الحلوي - محمد أبو العينين: علي بن أبي الجود بلاط السلطان - سناء شافع: الأمير قانباي - علاء ولي الدين: ابن الامير قانباي - فاروق الرشيدي: السلطان قانصوه الغوري امراء المماليك - محمد أبو داوود: من امراء المماليك - محمد عبد المعطي: خاير بك - عادل أمين: الأمير ماماي - رياض الخولي: طومان باي | الجواري - ليلى جمال: زمردة - سهير طه حسين - عفاف رشاد: جلنار الجارية - عليه حامد: شامية - صفاء الطوخي: الكهرمانة - مديحة أنور - لطفي لبيب: شمعون بائع الجواري - جليلة محمود: عائشة بالإضافة إلى - نبيل الدسوقي: السلطان سليم الأول - محمد التاجي: محمد ابن حسن بك - محمد الشويحي: إبراهيم - غريب محمود: المعلم ابن كيفة - عبد الحفيظ التطاوي: عم سعيد الجهيني |

إشترك في التمثيل: عبد الحميد المنير - أحمد نبيل: المنادي - عثمان محمد علي: برهان الدين ابن سيد الناس (شهبندر التجار) - عثمان الحمامصي: الجمالي - عبد الهادي أنور - محمد عبد الحليم: من مجاورين الازهر - عبد الله حفني: من مجاورين الازهر - عفاف مصطفى: اخت محمود - قاسم الدالي: التربي - أمين عنتر: شيخ الفحامين - محمود الحفناوي: من مجاورين الازهر - حسن العدل: من مجاورين الازهر - محمود عبد الغفار: حاجب السلطان الغوري - محمد عتريس: من البصاصين - محمود الشاذلي: رئيس حراس بيت زكريا بن راضي - سيد عبيدو - نادية شمس الدين: ام محمود - ثريا عز الدين - سناء رمزي - ولاء المليجي - حسن عثمان - محمد عبد الحميد بليه - مصطفى هاشم - صلاح الحسيني: شيخ النحاسين - أحمد سامي عبد الله - مصطفى الخضري: جمال الدين أبو الافكار - أحمد كمالي - أبو السعود عطية - بدرية عبد الجواد - إمام الصفطاوي - توفيق الكردي - حامد ونيس - عبد الرحمن حامد - عادل الشناوي - آمال غيث - أنور حسونة - فاروق رمضان - مهدي عباس - محمود جليفون: من المماليك - محمد طنطاوي - حسن الديب: الأمير طغلق - أحمد الدريني - حسين الشريف: من امراء المماليك - إيهاب فهمي: من مجاورين الازهر - ماهر عبد الظاهر - عبد الله الصفتي - سعيد عطيه - محب كاسر - طارق مندور: من حراس بيت زكريا بن راضي - محيي الدين عبد الحميد - سمير أبو المجد - عزت يوسف - بهجت السمري - سليمان حسين - نصر سيف: بشير - أحمد عمار: نائب المحتسب - محمد لطفي - أنور عبد المنعم: من معلمي الازهر- أحمد حافظ - محمد الشرشابي: محروس - طارق كامل: من البصاصين - عصام السيسي - سمير حسين - عبد الحي صالح - سيد عبد الفتاح - عمران بحر - سالم علي - سيد عناني - صالح العويل - كمال زعيتر - أحمد سعيد - حللي محمد - مصطفى الكواوي - جمال الفيشاوي: من البصاصين - محمود طاهر - أحمد الطاهر - فخري عازر: شيخ الحرامية - حسين نظمي - محمد الدقن - يوسف حسين - محمد عابدين - أبو الفتوح عمارة: من أهل دمياط

## فريق العمل
| - إخراج: يحيى العلمي - قصة: جمال الغيطاني - سيناريو وحوار: محمد السيد عيد - أشعار: سيد حجاب - موسيقي تصويرية: عمار الشريعي - تصميم تتر المقدمة والنهاية: جميل جميل المغازي - مهندس الديكور: نبيل سليم | - تصميم الأزياء: سامية عبد العزيز - مدير التصوير: سامية صبحي، شادية يوسف، نصر عبد العزيز - توزيع: قطاع الشئون المالية والاقتصادية ااتحاد الإذاعة والتليفزيون - مساعد إخراج: ضياء فهمي، فؤاد شهاب الدين - مدير الإنتاج: سامي علام - إنتاج: قطاع الإنتاج اتحاد الإذاعة والتليفزيون |